# جو جوزيف
جو جوزيف (بالإنجليزية: Joe Joseph)‏ هو لاعب كرة قدم أمريكية أمريكي، ولد في 20 أكتوبر 1985.

## وصلات خارجية
- جو جوزيف على موقع مرجع كرة القدم المحترفة.كوم (الإنجليزية)